# Карл Густав Рос
Карл Густав Рос (25  грудня 1655 р., Вестерйотланд — 2 травня 1722 р., Або), до 1705 р. Роос аф Єльмсетер — шведський барон, армійський офіцер.

## Біографія
Батьки: корнет Густав Ерікссон Рос аф Єльмсетер та Крістіна Свінгюфюд-і-Вестерньотланд.
Рос почав свою військову кар'єру 1674 р. на імператорській службі як доброволець у полку маркіза де Ґранас, там він у тому самому році став прапорщиком. У той час він пережив битву під Тріром 1675 р. та під час облоги Філіппсбурга 1676 р. Після повернення на батьківщину 1677 р. його підвищили до лейтенанта Імперського Лейб-гвардійського кінного полку королеви-вдови, наступного року перевели до Лейб-гвардії піхотинцем і 1684 р. він навчав щойно запроваджених «прийомів та вправ» офіцерів полку Седерманланду. Двома роками пізніше став майором Скараборзького полку, займаючись там питаннями стосовно спорядження цього полку, і 1693 р. він повів одну з його робочих команд (arbetskommendering) до Ґетеборґа. 1696 року Роса підвищили у званні до підполковника Губернаторського полку в Ризі та перевезли звідти на ту саму посаду Нерке-Вермландського полку. Після того як у 1700 р. спалахнула Велика Північна війна, він керував морським перевезенням свого полку до Пярну в Ліфляндії та відмінно командував батальйоном у битві під Нарвою, а також брав участь у переході через Західну Двіну 1701 р. і був підвищений до звання полковника цього полку в тому самому році. У поході наступних років він декілька разів одержував особливі доручення і бився під Клішовим 1702 р. та м.Торунь 1703 р. Роса в 1705 р. прийнято в барони. Він провів гарну операцію у битві під Фрауштадтом 1706 р. і в тому самому році його підвищили до генерал-майора. Рос брав участь у поході на Росію, обороняв місто Опішне навесні 1709 р. від росіян і завершив участю у травні цього самого року у шведських військах, що тримали облогу під Полтавою. У тамтешній битві 28 червня він командував правою середньою колоною піхоти, але з причини нечіткого розуміння плану бою він напав з великими втратами на зовнішні редути ворога, був оточений кіннотниками та змушений здатися в полон зі своїми військами. Його повезли до Москви, там він долучився до інших шведських військовополонених, що пройшли вулицями російської столиці після урочистого в'їзду Петра I до Москви. Звідти Карла Густава заслали до Казані, де він залишався до укладення миру.
Рос помер у дорозі додому з Росії.
Донесення генерал-майора Роса про Полтавську битву було надруковано в «Щоденниках Каролінських воїнів» А. Квеннерштедт (2. 1903).
Був одружений двічі:
1) з Крістіною Марією Спарре аф Розсік. Померла в 90-х рр. XVII ст.;
2) 1700 р. з баронесою Магдаленою Крістіною фон дер Нот.
1. 1 2  Carl Gustaf Roos — 1917.